# Sacabaya
El Sacabaya o Tambo Quemado es un volcán piroclástico situado en la región del altiplano de Bolivia. Se encuentra cerca al río Lauca, en el municipio de Sabaya de la provincia homónima en el departamento de Oruro. Tiene una altura de 4.215 m s. n. m. El volcán está compuesto de ignimbrita, que ha formado un escudo. Este escudo está coronado por un área de respiraderos que tiene muchos cráteres superpuestos y tiene una forma alargada. En el extremo sur se encuentra el cráter más joven, que tiene un domo de lava en su interior.
Sacabaya tiene un diámetro de 8 kilómetros y se eleva 360 metros hasta la cumbre; la estructura está cubierto por material producido durante la actividad explosiva. La cumbre contiene una fila de cráteres de subsidencia de norte a sur, cada uno con un diámetro de aproximadamente 1,5 kilómetros, y uno de ellos contiene un domo de lava. El material del volcán ha sido transportado por el viento. El volcán puede ser de la edad Holocena y actualmente está fumarólicamente activo.